# Nationalrat (Algerien)
Der Nationalrat (arabisch مجلس الأمة, DMG Maǧlis al-Umma; französisch Conseil de la nation) ist das Oberhaus des Parlamentes von Algerien. Der Nationalrat besteht für gewöhnlich aus ca. 150 Abgeordneten, wovon ein Drittel direkt vom Präsidenten ernannt und zwei Drittel indirekt über Provinzräte vom Volk gewählt werden. Die Amtszeit beträgt regulär sechs Jahre, jedoch werden die ernannten Mitglieder bereits nach 3 Jahren gewechselt.

## Geschichte
Mit einem Referendum zur neuen Verfassung wurde am 28. November 1996 das Zwei-Kammer-System mit Nationalrat und Nationaler Volksversammlung eingerichtet. Vorher war die Legislative des Landes ein Einkammersystem. Er existiert neben der Nationalen Volksversammlung und kann Gesetzestexte ändern.

## Zusammensetzung
Die 163 Mitglieder des Nationalrats sind überwiegend männlich, mit einem Frauenanteil von 2,5 % (4) in der letzten Legislaturperiode. Die Mitglieder des Nationalrats müssen:
- mindestens 35 Jahre alt sein.
- seit mindestens fünf Jahren im Besitz der algerischen Staatsbürgerschaft sein.
- Militärdienst oder Wehrersatzdienst geleistet haben.

Nach der Wahl am 5. Februar 2022 wurden 58 Abgeordnete neu gewählt. Es ergab sich insgesamt folgende Zusammensetzung:
| Partei                                                        | Abgeordnete | Bemerkungen |
| ------------------------------------------------------------- | ----------- | ----------- |
| Nationale Befreiungsfront                                     | 98          |             |
| Mouvement de la Société de la Paix                            | 65          |             |
| Nationale Demokratische Sammlung                              | 58          |             |
| Future Front                                                  | 48          |             |
| National Construction Movement                                | 39          |             |
| Quelle: International Foundation for Electoral Systems (IFES) |             |             |